# Телепа (Грузия)
Телепа (груз. ტელეფა) — село в Грузии, на территории Тержольского муниципалитета края (мхаре) Имеретия.

## География
Село находится в западной части Грузии, на левом берегу реки Чхары, на расстоянии 4 километров к северо-востоку от города Тержола, административного центра муниципалитета. Абсолютная высота — 275 метров над уровнем моря.

## Население
По результатам официальной переписи населения 2014 года, в Телепе проживало 577 человек (287 мужчин и 290 женщин). В национальной структуре населения грузины составляли 99,8 %, молдаване — 0,2 %.
| Год  | Население, человек |
| ---- | ------------------ |
| 2002 | 758                |
| 2014 | ↘ 577              |